# Conflit au Sahara occidental
- Territoire sous contrôle marocain
- Territoire sous contrôle de la RASD

Batailles
Guerre d'Ifni (1957-1958) • Soulèvement de Zemla (1970) • Insurrection contre l'Espagne (1973-1975) • Guerre du Sahara occidental (1975-1991) • Infantida indépendantiste de 1999 • Infantida indépendantiste de 2005 • Événements du 8 novembre 2010 à Laâyoune • Conflit de 2020
Le conflit au Sahara occidental est un conflit militaire qui débute en 1957 alors que la zone est sous contrôle espagnol. 
À partir des années 1970, il oppose les indépendantistes du Front Polisario et l'Espagne. Une guerre se déclenche en 1975, à la suite du retrait de l'Espagne, entre le Maroc et les indépendantistes du Front Polisario. Un cessez-le-feu est signé le 6 septembre 1991 mais des épisodes mineurs de tensions ont toujours lieu entre le Maroc et la République arabe sahraouie démocratique proclamée par le Front Polisario, qui se disputent le territoire.

## Contexte historique, géographique et politique

### Colonisation espagnole

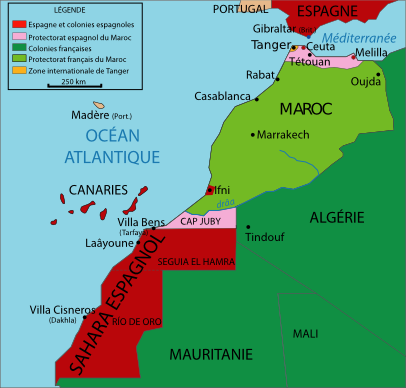
Sahara espagnol et protectorats du Maroc en 1912.

En 1859, l'Espagne déclenche la guerre contre le Maroc. La guerre se termine par une victoire de l'Espagne lors des batailles de Sierra de Bullones le 17 décembre 1859, de Castillejos le 1er janvier 1860, de Tétouan le 31 janvier 1860 et de Wad-Ras le 23 mars 1860. Le Maroc est contraint de signer avec l’Espagne le 26 avril 1860 le traité de Wad-Ras, dont les conditions lui sont très défavorables.
En 1884, l'Espagne commence à coloniser le Sahara occidental qui devient peu à peu une colonie malgré une résistance de quelques tribus sarahouies aidées matériellement par le sultan du Maroc Hassan Ier du Maroc. L'Espagne commence par coloniser Río de Oro ; en 1887  la totalité du Sahara occidental est colonisée.
En 1912, à la suite de la signature du traité de Fès entre la France et le Maroc ainsi que de la convention franco-espagnole de Madrid, l'Espagne se voit octroyer une zone d'influence répartie en deux zones disjointes, encadrant au nord et au sud celle sous protectorat français, composée du Rif et de la bande de Tarfaya, en bordure du Sahara espagnol et avec le fleuve Drâa comme frontière au nord. Toutefois, la création d'une administration coloniale sur le territoire du protectorat ne concerne que le Rif tandis que la zone de Tarfaya était gouvernée depuis Laayoune et demeure aux mains des Espagnols après la fin du protectorat, le 7 avril 1956.

#### Démographie du Sahara espagnol et composition tribale

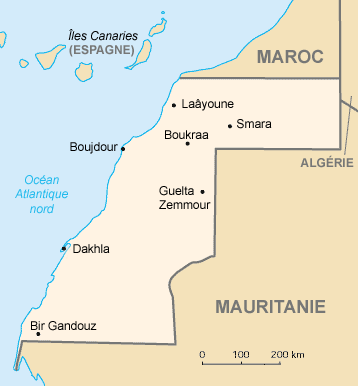
Le Sahara occidental

Avant le conflit, en 1967, le nombre d'habitants dans les trois principales villes du Sahara occidental était estimé à 23 458 personnes, En 1970, le recensement espagnol indiquait que le nombre d'habitants à Lâayoune et Villa Cisneros était d'environ 30 740 habitants, sans compter Smara. Puis, un an avant le début du conflit, en 1974, le nombre d'habitants en comptant les trois principales villes était de 41 207 habitants, Il faut également noter que durant ces années, l'urbanisation était très faible, et la plupart des habitants étaient des nomades organisés en tribus. Selon le recensement espagnol de 1974, le Sahara Espagnol est peuplé de 74 000 personnes.
| Démographie des principales villes du Sahara espagnol de 1967 à 1974 |        |        |        |
| Années                                                               | 1967   | 1970   | 1974   |
| Lâayoune                                                             | 15 758 | 24 048 | 29 499 |
| Smara                                                                | 2 130  | ?      | 7 295  |
| Villa Cisneros                                                       | 5 570  | 6 692  | 5 413  |
| Total                                                                | 23 458 | 30 740 | 41 207 |

Composition tribale de la population du Sahara occidental selon le recensement espagnol de 1974
- Tekna (31,4 %)
- Reguibat (28,4 %)
- O. Delim (15,6 %)
- O. Tidrarine (12,2 %)
- Laarossiyen (6,1 %)
- Ahl Ma' el-Aynayn (3,4 %)
- Autres tribus (2,9 %)

On distingue au sein des populations du Sahara occidental trois grands groupes tribaux : les Reguibat et les Tekna, d'origine sanhajienne, et les Ouled Delim, d'origine arabe maqilienne. À ces trois grands groupes s'ajoutent deux tribus sanhajiennes d'importance moyenne, les Ouled Tidrarin et les Laarousyin, ainsi que la confédération maraboutique des Ahl Ma El Aïnin, axée autour des disciples et des descendants du Cheikh Ma El Aïnin,. Les différentes tribus sont elles-mêmes composées d'un nombre variable de fractions.
Le territoire compte également plusieurs tribus numériquement beaucoup moins importantes tel les Ouled Bou Sbaa, Imraguens, Filalas, Tadjakant, Chekarna, Taoubbalt, Lemyar, Chenagla et Mejjat, dont certaines constituent des « tribus satellites » gravitant autour d'autres tribus plus importantes, tel les Mejjat, Aït Hassin, Fouikat, Chenagla et Lemyar qui gravitent autour des Tekna de l'ouest, ou les Aït Noss autour des Tekna de l'est.
Les Haratins constituent un cas à part. En 1993 environ un tiers des Sahraouis appartenaient à ce groupe parfois plutôt décrit comme une caste. Les Haratins sont des descendants d'esclaves qui servaient de domestiques ou de gardiens de troupeaux aux nomades comme les Bella chez les Touaregs,.

### Indépendance marocaine et thèse du Grand Maroc

Carte du « Grand Maroc » revendiqué par l'Istiqlal.

La thèse du Grand Maroc repose sur l'idée que le Maroc doit légitimement recouvrir l'ensemble des territoires qui lui ont été amputés à la veille et durant le protectorat par la clause d'intégrité territoriale du Traité de Fès. Les limites territoriales de ce Grand Maroc sont variables. Elles incluent généralement l'intégralité de la Mauritanie, le quart occidental du Sahara algérien ainsi qu'une partie du Mali.
Le Grand Maroc est un concept développé par le gouvernement marocain principalement par l'Istiqlal dans les années 1950 et 1960. À la suite de la guerre des Sables le Maroc abandonne ses revendications territoriales sur une partie du Sahara algérien, puis renoncera et reconnaîtra la Mauritanie en 1969. Sa dernière préoccupation sera le Sahara occidental.

### Guerre d'Ifni
Après l'indépendance du Maroc en 1956, l'armée de libération marocaine est fondée par l'Istiqlal afin de libérer les territoires sous contrôle espagnol et français (Ifni, Tarfaya et le Sahara occidental) : c'est ce que l'on appelle la « guerre d'Ifni ».
Les premières offensives de l'armée de libération marocaine connurent un certain succès. En deux semaines, elle avait conquis la majeure partie de la région et isolé les forces espagnoles dans la capitale, Sidi Ifni. Les assaillants avaient mené des attaques simultanées à travers le Sahara occupé (à 200km au sud d'Ifni), interceptant garnisons, convois et patrouilles ennemis pour se ravitailler. Les troupes marocaines, approvisionnées et renforcées, assiégèrent Sidi Ifni, espérant provoquer un soulèvement populaire. La ville résista sans incident majeur jusqu'en 1958.
Le 12 janvier 1958, le Maroc lança une attaque infructueuse contre la garnison espagnole de Laâyoune. Après avoir été défaits et contraints à la retraite, les combattants marocains concentrèrent leurs efforts dans le sud-est de la colonie. Le lendemain, à Edchera, 350 soldats de deux compagnies espagnoles en reconnaissance furent attaqués par 500 combattants marocains cachés dans les dunes. Les Espagnols subirent de lourdes pertes (37 à 48 tués), tandis que les Marocains laissèrent 50 morts sur le champ de bataille. La Bataille de Dcheira fût une victoire marocaine.
Parallèlement, les irréguliers marocains de l'armée de libération nationale continuèrent la lutte dans le Sahara espagnol. Plus de 7 000 indépendantistes marocains participèrent à la capture de villes sous domination espagnole, sans réussir à atteindre le littoral. De leur côté, les Espagnols s'appuyèrent sur 10 300 soldats, dont 2 000 à Sidi Ifni.
En février 1958, les troupes franco-espagnoles ont lancé une offensive de grande envergure qui a permis de démanteler l'Armée de libération marocaine au Sahara occidental.Dans le même mois, le Maroc perd le contrôle de Edchera puis Tafoudart et Smara.
Le 2 avril, des accords sont signés entre le gouvernement espagnol et le Maroc. Celui-ci obtient la région de Tarfaya (Cap Juby), entre le Drâa et le parallèle 27º 40', à l'exclusion de Sidi Ifni et du reste du Sahara espagnol.
L'Espagne a rétrocédé Ifni au Maroc en 1969, conformément à la résolution 2072 de l'Organisation des Nations unies (1965), qui appelle à la décolonisation d'Ifni et du Sahara occidental. Mais l'Espagne parvient toutefois à conserver le Sahara occidental jusqu'au début de la marche Verte (1975).

### Premiers mouvements sahraouis
Après la guerre d'Ifni de 1957-1958, plusieurs mouvements marocain entreprennent des raids au sein du Sahara occidental.
Le premier mouvement indépendantiste, le Frente de Liberacíon del Sahara bajo Dominacíon Española, est fondé en 1966 mais il n'entreprend aucune action.
Mohammed Bassiri, un sahraoui ayant fait ses études au Maroc, crée en 1967 le Mouvement de libération du Seguia el-Hamra et Oued ed-Dahab (Harakat Tahrir Saqia al-Hamra wa Wadi al-Dhahab). Le Front Polisario se revendique descendant de ce mouvement. Tandis que sa famille et sa tariqa le revendique comme marocains.
En 1969, la région voit naître le Mouvement révolutionnaire des hommes bleus, puis Mouvement de résistance des hommes bleus, organisation sahraouie de résistance anti-espagnole fondée par Moha R'guibi, dit Édouard Moha, aussi connu sous le nom de MOREHOB.
En 1971, un groupe de jeunes étudiants marocains dans les universités du Maroc a commencé à organiser ce qui allait être connu sous le nom de Mouvement embryonnaire pour la libération de Saguia el-Hamra et Rio de Oro.
Deux ans plus tard, le Front Polisario se constituera à Zouerate avec le soutien du président mauritanien Moktar Ould Daddah dans un but de fédéralisme. Celui-ci reçu le soutien de plusieurs tribus Maures notamment de Nouadhibou.

## Conflits armés de 1973 à 1991

### Guérilla du Polisario contre les Espagnols (1973-1975)
Le 10 mai 1973, le Polisario est formé à Zouérate (Mauritanie) par El-Ouali Moustapha Sayed, Bachir Moustapha Sayed, Lahbib Ayoub, Mohamed Abdelaziz, Omar Hadrami, Mahfoud Ali Beiba, Mohamed Lamine Ould Ahmed et Mohamed Lamine Ould Bouhali dans le but de mettre fin à l'occupation espagnole du Sahara occidental.
Le 20 mai de la même année, le front Polisario attaque le poste de police espagnol d'El Khanga et signifie par ce geste, l’ouverture des hostilités vis-à-vis de l’occupation et pour la fierté nationale,.
Le 30 septembre 1973, Lahbib Ayoub à la tête d’une colonne hétéroclite armée de fusils dépareillés, lance une attaque couronnée de succès contre un poste espagnol, du côté d’Amgala[réf. nécessaire]. Le 2 novembre 1974, le Polisario s'empare de Lagouira sans combat.

### Guerre entre le Maroc et le Polisario (1975-1991)
Le retrait de l'Espagne va entraîner une guerre entre le Maroc et le Front Polisario qui va déclarer l'indépendance du territoire et crée la République arabe sahraouie démocratique, non reconnue par le Maroc et l'ONU.

## Depuis le cessez-le-feu de 1991
Après le cessez-le-feu du 6 septembre 1991, la Mission des Nations unies pour l'organisation d'un référendum au Sahara occidental (Minurso) installe son quartier général à Laâyoune. Plusieurs tentatives de référendum ont également lieu mais ont toutes échoué mais dès l'arrivée de Kofi Annan au Secrétariat général en janvier 1997, il permet de relancer le processus de paix. Kofi Annan nomme James Baker, ancien Secrétaire d'État américain, comme envoyé personnel pour le Sahara occidental. James Baker a à deux reprises tenté de faciliter un compromis autour du concept d’autonomie. Le premier en 2000 qui offre une large autonomie locale dans le cadre de l'État marocain, dont les compétences seraient limitées à la défense et aux affaires étrangères. Ce plan est accepté par le Maroc, mais rejeté par le Polisario et l'Algérie et le second en 2003 qui prévoit l'établissement d'une Autorité du Sahara occidental pour cinq ans, puis la tenue du référendum auquel les Marocains non originaires du Sahara occidental participeraient et auquel la nouvelle option d'une « autonomie permanente » figurerait. Le plan est approuvé unanimement par le Conseil de sécurité sous la condition de son acceptation par toutes les parties. Il est refusé par le Maroc car il compromet son intégrité territoriale. À la suite de ce refus, James Baker démissionne en juin 2004.

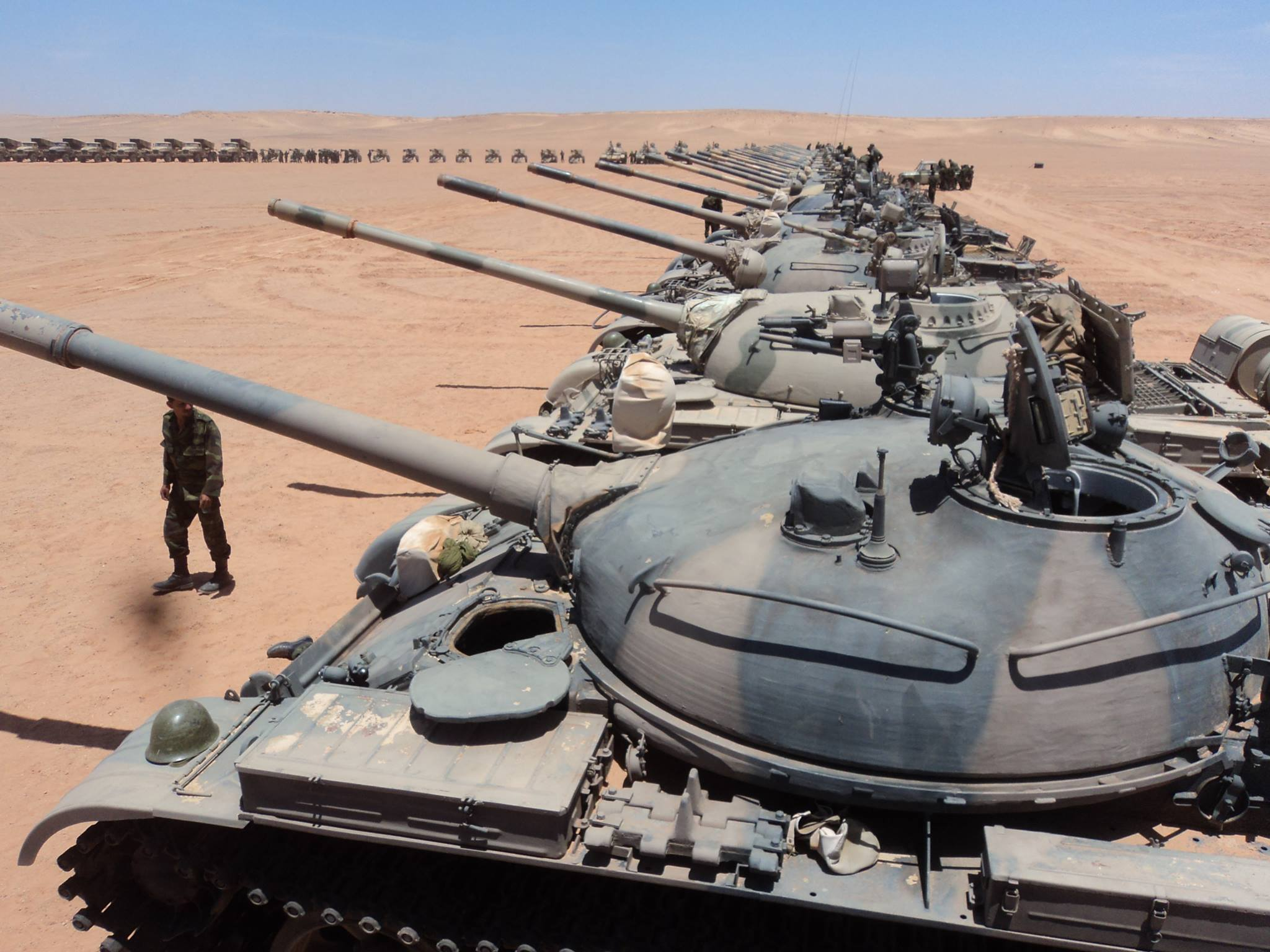
Une division blindée de l'APLS en 2010

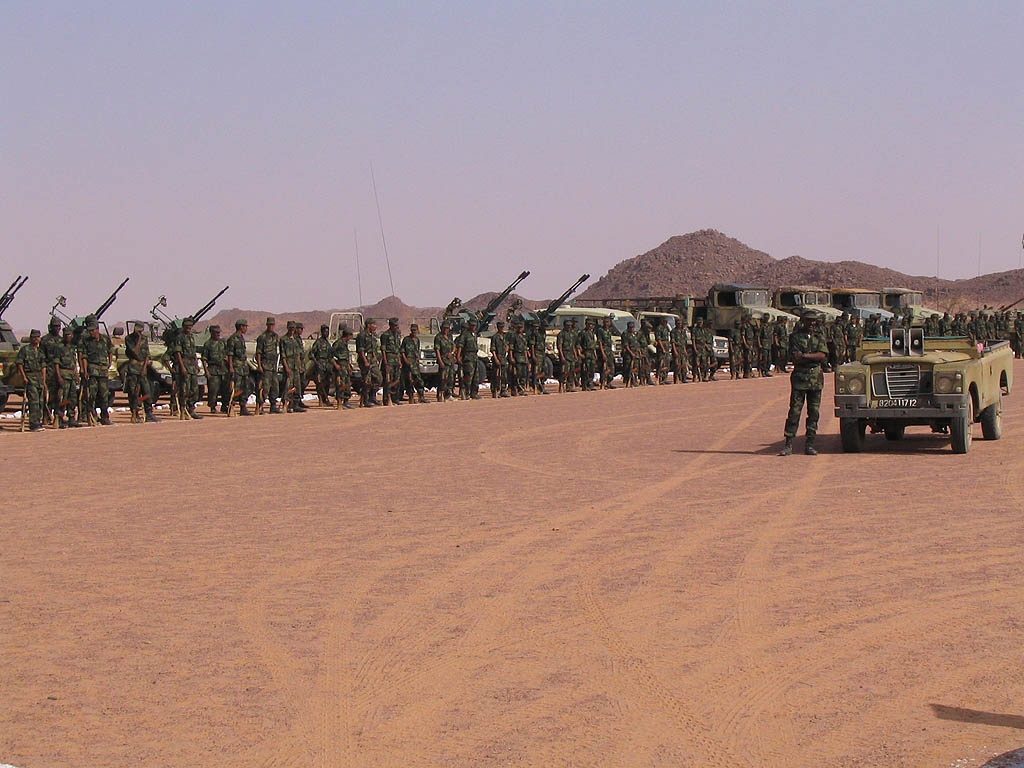
Rassemblement de troupes du Front du Polisario en 2005.

Depuis la démission de James Baker en juin 2004, l'ONU fait face à une impasse en effet car elle doit trouver une solution qui serait acceptée par le Front Polisario et le Maroc. Plusieurs débats et événement ont lieu depuis comme le 8 novembre 2010 à Laâyoune lorsque les forces marocaines de la gendarmerie marocaine et des forces auxiliaires tentent de démanteler le camp Gdim Izik mais ils font face à des émeutiers ce qui a engendré des combats.
De violents heurts ont lieu à Laâyoune le 8 novembre 2010.
Fin octobre 2020, des routiers se plaignent que des séparatistes sahraouis bloquent la frontière entre le Maroc et la Mauritanie et empêchent la circulation[réf. nécessaire]. Le 13 novembre 2020, le Maroc annonce avoir lancé une opération militaire dans la zone tampon de Guerguerat accusant « les provocations du Polisario » afin de rétablir la circulation. Le Front Polisario annonce alors la fin du cessez le feu.
En février 2022, un Groupe parlementaire d'amitié et de fraternité "Algérie-Sahara occidental" a été installé, l'Assemblée populaire nationale algérienne.
En décembre 2023, les États-Unis d'Amérique envoie une délégation en Algérie, dans le but de relancer les discussions sur le Sahara occidental et sortir du statu quo actuelle.
En 2024, un rapport d'avril de l'International Crisis Group souligne cette escalade, indiquant que le ministre marocain des Affaires étrangères, Nasser Bourita, a reconnu la poursuite des hostilités.
En juillet 2024, la France prend la décision d’apporter son soutien au plan d’autonomie proposé par le Maroc pour le Sahara. En avril 2025, le Secrétaire d'État des États-Unis, Marco Rubio, après un entretien avec le marocain Nasser Bourita, déclare : « Le plan d’autonomie proposé par le Maroc est la seule base de négociation sérieuse et réaliste.

## Statut de la RASD et du Maroc

### Reconnaissance de la RASD

Drapeau de la République arabe sahraouie démocratique

La République arabe sahraouie démocratique (RASD) est membre de l'Union africaine depuis 1982 mais n'est reconnue actuellement ni par l'Organisation des Nations unies (ONU), ni par la Ligue arabe, ni par l'Union du Maghreb arabe, ni par l'Organisation de la conférence islamique ni par aucun pays occidental ou membre permanent dans le Conseil de sécurité des Nations unies.
La majorité des États reconnaissant la RASD sont africains ou sud-américains. Plus de 70 pays ont reconnu la RASD au long de l'Histoire. Aujourd'hui, plus de 60 pays ont retiré leur reconnaissance.
Un rapport remis au Parlement européen en 2002 indique la RASD était reconnue par 54 États à travers le monde, et 72 l'ont reconnue à un moment ou à un autre.
Selon une déclaration de Brahim Ghali, ambassadeur sahraoui à Alger, 85 États reconnaissent officiellement la RASD en août 2008.
D'après le « portail du Sahara marocain », 32 pays reconnaissent la RASD en 2008.

### Reconnaissance de la souveraineté du Maroc

Drapeau du Maroc

Une cinquantaine de pays ont soutenu la position du Maroc et 17 pays possèdent des consulats au Sahara, reconnaissant de fait la souveraineté marocaine.
En 2002, un document de l'ONU qualifie pour la première fois le Maroc de « puissance administrante » ce qui l'autoriserait à exploiter les ressources naturelles du territoire mais cette qualification n'est pas portée sur la liste des territoires non autonomes tenue par l'ONU.